# 丹麦语
丹麦语（dansk，danskⓘ，[ˈtænˀsk]），简称丹语，属于印欧语系日耳曼语族北日耳曼语支，约有600万使用者，主要集中在北歐和德國北部，通行於丹麦王国以及其属地法罗群岛、格陵兰，也零星通行於德国、挪威和瑞典境内的部分地区。丹麦语与瑞典语和挪威语密切相关。

## 分布与官方地位
丹麦语是丹麦国语，也与法罗语并列为法罗群岛的两种官方语言之一，且2009年以前与格陵兰语并列为格陵兰岛的两种官方语言之一。目前丹麦语作为通用语言在格陵兰岛广泛使用。自1928年丹麦语作为必修语言被引入格陵兰教育系统以来，很大比例的格陵兰本地人口将其作为第一和第二语言使用。1944年以前，丹麦语一直是冰岛的官方语言，如今亦被广泛使用，且为学校中次于英语的第二外语必修课。

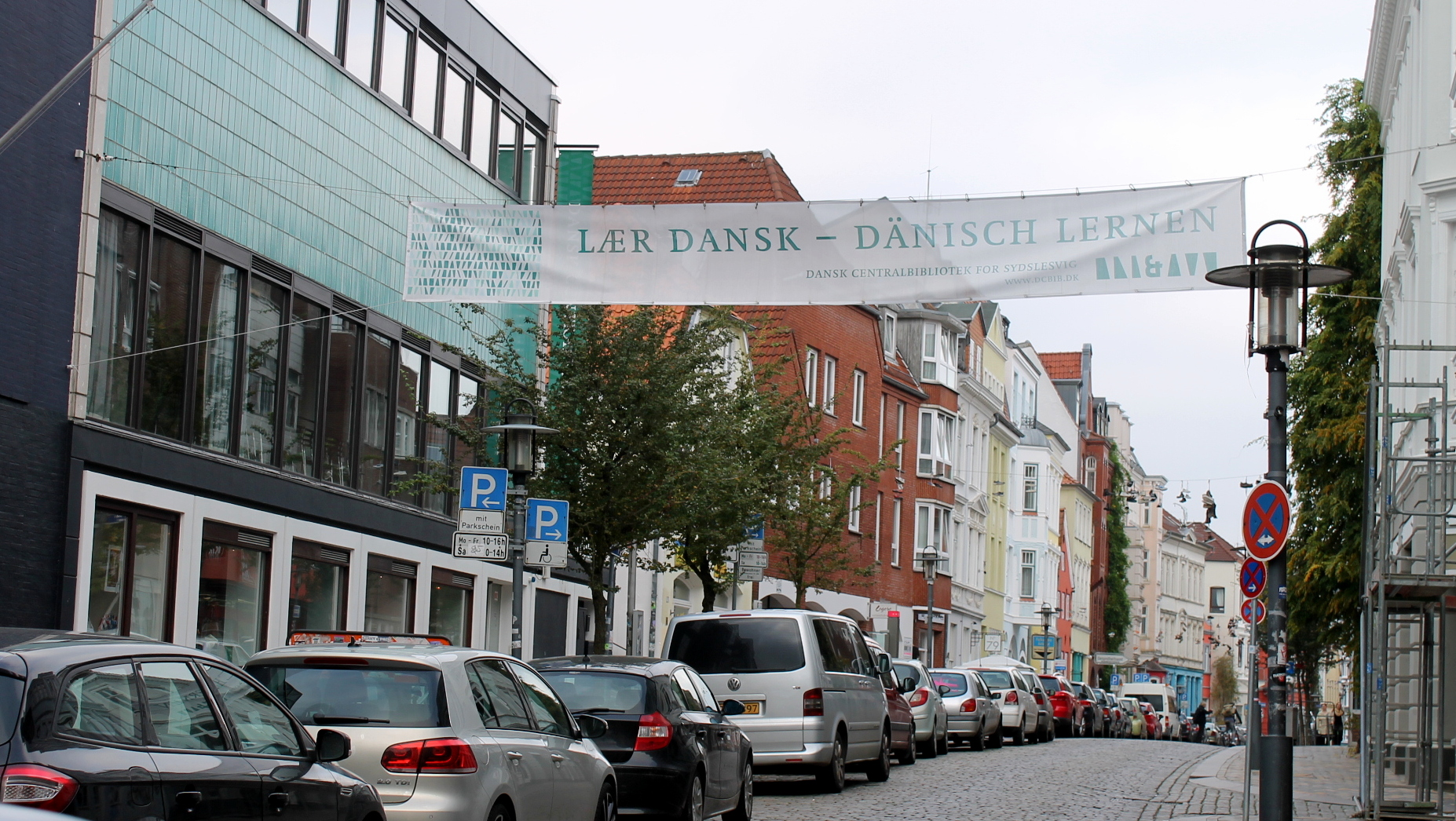
德国弗伦斯堡的“学习丹麦语”条幅：丹麦语在当地是一种官方承认的地区语言

在德国和丹麦接壤的石勒苏益格南部，有一个官方承认丹麦语为地方语言的丹麦语社区。
丹麦语属于欧盟的官方语言，且为北欧理事会的工作语言之一。根据北欧语言公约，北欧国家的公民与其他北欧国家的官方机构用丹麦语交流时，可使用其母语而无须承担任何口译或笔译费用。
书面挪威语与丹麦语非常接近，因为1814年之前丹麦语一直在挪威用作事实上的行政语言，且属于丹麦-挪威的官方语言。两种官方认可的挪威语中，书面挪威语受到丹麦统治期间丹麦语的影响很大，而新挪威语则基于挪威民间口语和古挪威语为参考。
尚无法律规定丹麦语是丹麦的官方语言，使其成为丹麦唯一语言。然而《民事诉讼法》规定丹麦语为法院的语言。自1997年起，公共当局就有义务遵守官方的正字法。在21世纪初出现了制定一项使丹麦语成为丹麦官方语言的语言法的讨论。

## 字母

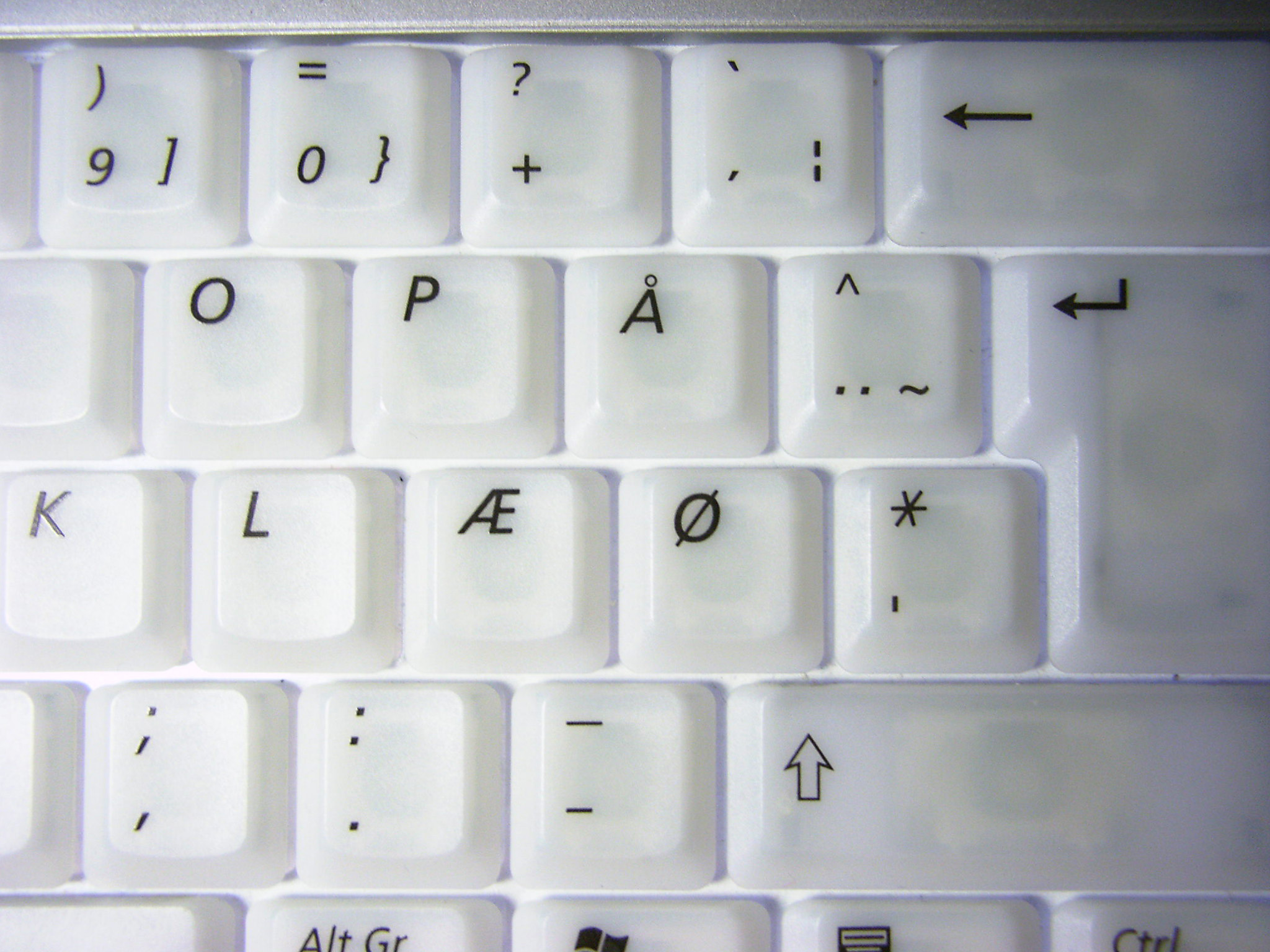
带有3个特殊字母的丹麦语键盘布局

丹麦语字母表包含全部26个拉丁字母和3个特殊字母Æ/æ、Ø/ø和Å/å；字母C/c、Q/q、W/w、X/x和Z/z仅出现于外来词。在正字法施行前，由代替、则由代替。在今天的丹麦，一些旧的地名和人名仍然采用这种古老的拼写方式。丹麦语和挪威语十分相似，而两者也使用相同的字母。
| 丹麦语和挪威语字母 | 丹麦语和挪威语字母 | 丹麦语和挪威语字母 | 丹麦语和挪威语字母 | 丹麦语和挪威语字母 | 丹麦语和挪威语字母 | 丹麦语和挪威语字母 | 丹麦语和挪威语字母 | 丹麦语和挪威语字母 | 丹麦语和挪威语字母 | 丹麦语和挪威语字母 | 丹麦语和挪威语字母 | 丹麦语和挪威语字母 | 丹麦语和挪威语字母 | 丹麦语和挪威语字母 | 丹麦语和挪威语字母 | 丹麦语和挪威语字母 | 丹麦语和挪威语字母 | 丹麦语和挪威语字母 | 丹麦语和挪威语字母 | 丹麦语和挪威语字母 | 丹麦语和挪威语字母 | 丹麦语和挪威语字母 | 丹麦语和挪威语字母 | 丹麦语和挪威语字母 | 丹麦语和挪威语字母 | 丹麦语和挪威语字母 | 丹麦语和挪威语字母 | 丹麦语和挪威语字母 | 丹麦语和挪威语字母 |
| ------------------ | ------------------ | ------------------ | ------------------ | ------------------ | ------------------ | ------------------ | ------------------ | ------------------ | ------------------ | ------------------ | ------------------ | ------------------ | ------------------ | ------------------ | ------------------ | ------------------ | ------------------ | ------------------ | ------------------ | ------------------ | ------------------ | ------------------ | ------------------ | ------------------ | ------------------ | ------------------ | ------------------ | ------------------ | ------------------ |
| A                  | a                  | B                  | b                  | C                  | c                  | D                  | d                  | E                  | e                  | F                  | f                  | G                  | g                  | H                  | h                  | I                  | i                  | J                  | j                  | K                  | k                  | L                  | l                  | M                  | m                  | N                  | n                  | O                  | o                  |
| P                  | p                  | Q                  | q                  | R                  | r                  | S                  | s                  | T                  | t                  | U                  | u                  | V                  | v                  | W                  | w                  | X                  | x                  | Y                  | y                  | Z                  | z                  | Æ                  | æ                  | Ø                  | ø                  | Å                  | å                  |                    |                    |

## 历史
丹麦语中世纪时同瑞典语一并由古东诺斯语演变而来。丹麦语言学家约翰内斯·布伦杜姆-尼尔森（Johannes Brøndum-Nielsen）将丹麦语的历史主要划分为两个时期：旧丹麦语（800~1525）和现代丹麦语（1525~）。旧丹麦语由划分为卢恩丹麦语（800~1100）、早中丹麦语（1100~1350）和晚中丹麦语（1350~1525）。

### 卢恩丹麦语（古东诺斯语）
古东诺斯语来自由斯堪的纳维亚半岛的共同日耳曼语言——原始诺斯语演变为的古诺斯语。古东诺斯语在瑞典称为卢恩瑞典语，在丹麦称为卢恩丹麦语。卢恩指这些语言使用卢恩字母作为主体文字，其中不同于使用古弗萨克字母的原始诺斯语，古诺斯语使用仅有16个字母的后弗萨克字母。受限于字母数量，一些字母同时代表多个音素，比如元音u的字母也表元音o、ø和y的音、i的字母也表e的音。
古诺斯语自7世纪开始分离成古西诺斯语（挪威和冰岛）和古东诺斯语（丹麦和瑞典），其大多数变化始于丹麦的方言变化，后通过今瑞典南部的斯科讷传播到瑞典，并通过海上接触传播到挪威南部。到1100年，古东诺斯语已经从最开始的日德兰，遍及丹麦和瑞典的大部分地区。
划分古东西诺斯语的要素之一是元音的推移：
- æi（古西诺斯语作ei）>>e，如：stæin（石头）>>sten
- au>>ø，如：dauðr（女儿）>>døðr。该差异体现在卢恩碑文中则作tauþr>>tuþr
- øy（岛；古西诺斯语作ey）>>ø

古东诺斯语曾通过丹麦人的征服在英格兰东北部各郡广泛使用，其影响今日仍可见一斑。在约克郡、东米德兰和东安格利亚以及曾被丹麦维京人殖民的英格兰东部地区，“gate”（英语，意为“门”）仍表示古义“gade”（古东诺斯语/丹麦语，意为“街道”）。约克（York）的名称来源于当地曾经维京人的聚居地Jorvik。很多英语基本词都来源于古东诺斯语，如knife/kiv（刀）、husband/husbond（丈夫）和egg/æg（蛋）。

### 中丹麦语
公元1100年起，丹麦和瑞典的共同方言之间开始产生分歧。变化不均衡地从丹麦传播，从西兰岛到斯韦阿兰的范围形成了一系列同言线。中世纪时期，丹麦语脱离瑞典语独立出现。此时丹麦的主要书面语言为拉丁语，因此尽管部分地区似乎仍通行卢恩字母，然而存留下来的少数丹麦语文本主要由拉丁字母写就。这些丹麦语文本之主要类型是白话文制定的法律，便于不懂拉丁语的民众理解。《日德兰法》和《斯科訥法》）在13世纪初由丹麦白话文编写。自1350年起，行政管理开始主要使用丹麦语，新类型的文学作品也用丹麦语书写，如皇家信件及遗嘱。这一时期尚无规范的正字法和口语，各个地区的当地法律展现了地区性的方言差异。与此同时，丹麦语亦与低地德语接触，许多低地德语借词被引入。

### 文艺复兴和宗教改革时期
随着1536年英格兰宗教改革，丹麦语也成为了宗教的语言，引发了人们对丹麦语用作文学语言的新兴趣。与此同时，丹麦语开始具有区别于瑞典语和挪威语的重要语音特征，比如stød。
首个丹麦语印刷书可追溯至1495年的一本使用押韵诗句讲述的历史书——《押韵纪事》（丹麦语：Rimkrøniken）。首本完整的丹麦语《圣经》译本《克里斯蒂安三世圣经》出版于1550年，其部分内容的译者克里斯蒂安·彼得森（Christiern Pedersen）的正字法为后继丹麦语的书面写作制定了标准。

### 现代丹麦语
1550年的丹麦语《圣经》译本界定着现代丹麦语的起始。此后丹麦语作为一种书面的宗教、行政和通用语言加快了发展速度。17世纪下半叶，语法学家阐述了丹麦语的语法，首先是拉斯姆斯·巴托林（Rasmus Bartholin）1657年所著《丹麦语语法》（De studio lingvæ danicæ），其后是劳里兹·奥鲁弗森·科克（Laurids Olufsen Kock）1660年所著《西兰岛方言语法》（ad lingvam Danicam puta selandicam）和彼得·西夫（Peder Syv）1685年所著的首部丹麦语语法书《丹麦语的艺术》（Den Danske Sprog-Kunst）。这一时期的主要丹麦文学家有诗人托马斯·金戈（Thomas Kingo）以及著有文学杰作《回忆的烦恼》（Jammersminde）的莱奥诺拉·克里斯蒂娜·乌尔费尔特（Leonora Christina Ulfeldt）。延斯·彼得森·霍伊斯加德（Jens Pedersen Høysgaard）提出的语法首次分析丹麦语语音和语调，包括对stød的描述。
就仍未标准化的正字法，当时的丹麦语言学家们进行了激烈的讨论，包含是“照着说的写”好还是“照着写的说”好，以及是否应当在写作中保留已在白话中淘汰的古老语法形式（如动词变位：han er“他是” / de ere“他们是”）。
1645年的布勒姆瑟布鲁条约使东丹麦地区被划给了瑞典，此后该地区逐渐被瑞典化；随着挪威的政治与丹麦分离，丹麦对挪威的影响亦逐渐减弱（共同的书面语标准仍继续存留）。
随着1660年引入了专制主义，丹麦国家被进一步整合，其总理府使用的受德法两语影响的西兰方言，成为了事实上的官方标准语言，即最初的标准丹麦语。
自18世纪中叶起，可能来自于巴黎法语和德语影响的上颚R音（[ʁ]）辐射了所有丹麦语曾具影响力的地区，包括整个丹麦、瑞典南部和挪威南部沿海地区。
18世纪，丹麦语文学由拉斯姆斯·拉斯克（Rasmus Rask）推动。他开创了比较语言学和历史语言学两科，并撰写了首部丹麦语的英语语法。路德维格·霍尔贝格（Ludvig Holberg）的戏剧和历史及科学作品继续推动了丹麦语文学，并为丹麦文学典籍奠定了基础。随着汉斯·艾格德（Hans Egede）对格陵兰岛的丹麦殖民统治，丹麦语成为当地行政及宗教语言，而冰岛和法罗群岛在20世纪中叶之前亦具丹麦殖民地之地位，以丹麦语为官方语言。

### 国语标准化
石勒苏益格被德国占领后，领土的损失在丹麦引发了一段强烈的民族主义时期，吻合于丹麦文化的所谓“黄金时代”：格龙维等作家强调语言在创造民族归属感方面之作用。这一时期，最受欢迎的丹麦语作家有存在主义哲学家索伦·奥贝·克尔凯郭尔（Søren Aabye Kierkegaard）和多产的童话作家安徒生（Hans Christian Andersen），同时哥本哈根的标准语逐渐开始取代地区性的方言。1911年，丹麦语使用人数约为500万，主要分布于丹麦和冰岛。1920年石勒苏益格公投后，部分丹麦人仍作为少数民族留在德国领土内。19世纪在美洲建立小型侨民社区的丹麦移民，主要在美国、加拿大和阿根廷，至今仍有对丹麦语的记忆和少数使用。

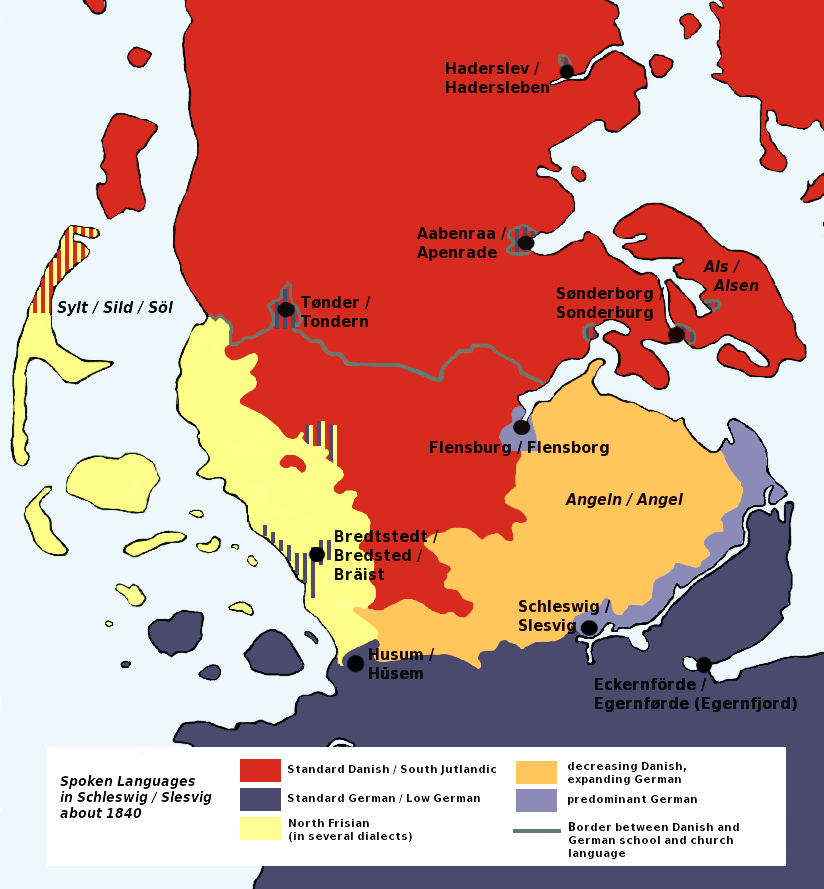
19世纪南石勒苏益格地区的语言转移

第二次世界大战期间被德国占领之后，1948年的正字法改革放弃了受德语影响的名词首字母大写规则，并引入了字母Å/å。20世纪有3位丹麦作家获得诺贝尔文学奖：卡尔·阿道夫·盖勒鲁普和亨利克·蓬托皮丹在1917年共同获奖；约翰内斯·威廉·延森在1944年获奖。
随着国家广播统一使用标准丹麦语，传统的方言受到的压力越来越大。标准语的小规模地区性发音变化仍然存在，这类现象成为区域语，并在某些情况下相当重要。目前，标准丹麦语主要为高哥本哈根标准（英语：High Copenhagen Standard），由首都大区的老年人、有地位者和受过良好教育者操用；低哥本哈根标准则由工人阶级操用，不过如今成为了年轻一代的声望方言。此外，21世纪的移民也对语言带来影响，比如市区出现了一种称为移民丹麦语的多民族语言，其结合了丹麦语、英语以及不同移民的母语，如阿拉伯语、土耳其语和库尔德语。

## 类别
|  | 冰岛语 |
|  |        |
|  | 法罗语 |
|  |        |
|  | 挪威语 |
|  |        |

|  | 丹麦语 |
|  |        |
|  | 瑞典语 |
|  |        |

|  | 冰岛语 |
|  |        |
|  | 法罗语 |
|  |        |
|  | 挪威语 |
|  |        |

|  | 丹麦语 |
|  |        |
|  | 瑞典语 |
|  |        |

|  | 冰岛语 |
|  |        |
|  | 法罗语 |
|  |        |
|  | 挪威语 |
|  |        |

|  | 丹麦语 |
|  |        |
|  | 瑞典语 |
|  |        |

|  | 冰岛语 |
|  |        |
|  | 法罗语 |
|  |        |
|  | 挪威语 |
|  |        |

|  | 丹麦语 |
|  |        |
|  | 瑞典语 |
|  |        |

|  | 冰岛语 |
|  |        |
|  | 法罗语 |
|  |        |
|  | 挪威语 |
|  |        |

|  | 丹麦语 |
|  |        |
|  | 瑞典语 |
|  |        |

|  | 冰岛语 |
|  |        |
|  | 法罗语 |
|  |        |
|  | 挪威语 |
|  |        |

|  | 丹麦语 |
|  |        |
|  | 瑞典语 |
|  |        |

|  | 冰岛语 |
|  |        |
|  | 法罗语 |
|  |        |
|  | 挪威语 |
|  |        |

|  | 丹麦语 |
|  |        |
|  | 瑞典语 |
|  |        |

|  | 冰岛语 |
|  |        |
|  | 法罗语 |
|  |        |
|  | 挪威语 |
|  |        |

|  | 丹麦语 |
|  |        |
|  | 瑞典语 |
|  |        |

|  | 冰岛语 |
|  |        |
|  | 法罗语 |
|  |        |
|  | 挪威语 |
|  |        |

|  | 丹麦语 |
|  |        |
|  | 瑞典语 |
|  |        |

|  | 冰岛语 |
|  |        |
|  | 法罗语 |
|  |        |
|  | 挪威语 |
|  |        |

|  | 丹麦语 |
|  |        |
|  | 瑞典语 |
|  |        |

|  | 冰岛语 |
|  |        |
|  | 法罗语 |
|  |        |
|  | 挪威语 |
|  |        |

|  | 丹麦语 |
|  |        |
|  | 瑞典语 |
|  |        |

|  | 冰岛语 |
|  |        |
|  | 法罗语 |
|  |        |
|  | 挪威语 |
|  |        |

|  | 丹麦语 |
|  |        |
|  | 瑞典语 |
|  |        |

|  | 冰岛语 |
|  |        |
|  | 法罗语 |
|  |        |
|  | 挪威语 |
|  |        |

|  | 丹麦语 |
|  |        |
|  | 瑞典语 |
|  |        |

|  | 冰岛语 |
|  |        |
|  | 法罗语 |
|  |        |
|  | 挪威语 |
|  |        |

|  | 丹麦语 |
|  |        |
|  | 瑞典语 |
|  |        |

|  | 冰岛语 |
|  |        |
|  | 法罗语 |
|  |        |
|  | 挪威语 |
|  |        |

|  | 丹麦语 |
|  |        |
|  | 瑞典语 |
|  |        |

|  | 冰岛语 |
|  |        |
|  | 法罗语 |
|  |        |
|  | 挪威语 |
|  |        |

|  | 丹麦语 |
|  |        |
|  | 瑞典语 |
|  |        |

和丹麦语最具亲缘关系的语言是同属于北日尔曼语支的挪威语和瑞典语。这三门斯堪的纳维亚语言通常认为是一个方言连续体，不同方言之间没有明显、严格的界限。丹麦语、挪威语和瑞典语在中世纪受到低地德语的显著影响，而在20世纪初开始受到英语的影响。

### 互通
书面丹麦语和挪威语极其相似，尽管这三种语言的语音系统截然不同。如果一个人通晓其中任何一种语言，他便可以毫无困难的阅读其他两种语言。但研究表明，该互通并不对称：挪威语使用者理解丹麦语与瑞典语的能力要比说丹麦语和瑞典语使用者相互理解对方语言的能力强的多，相反丹麦语和瑞典语使用者理解挪威语的能力也远强于他们之间的相互理解。挪威语在互通性上处于中间的原因是，挪威与瑞典接壤使二者发音相似，而挪威长期书面使用丹麦语使词汇相似。总体而言，丹麦年轻人对邻国语言的理解能力弱于挪威和瑞典年轻人，其中来自哥本哈根的丹麦年轻人对瑞典语的理解要弱于其他地区的丹麦年轻人。

### 词汇
约有2000个丹麦语的非复合词来自古诺斯语并可追溯至原始印欧语。这2000个词由1200个名词、500个动词、180个形容词以及其他词类组成。由于丹麦-挪威联合王国的官方语言包含低地德语，因此丹麦语从低地德语吸收了大量借词。丹麦语最常用的500个词中有100个为中世纪时期吸收的低地德语借词。低地德语在丹麦的影响力在17~18世纪被标准德语和法语取代，而到了20世纪，尤其是第二次世界大战后，英语则成为借词的主要来源。
有时借词会取代原有的本土词汇，比如源自低地德语的spise（吃）流行起来时，古老的北欧词汇æde就逐渐不被常用。除去借词，丹麦语中亦可以复合现有词汇来组成新词。当代丹麦语的标准文本中，低地德语借词占总词汇量的16~17%、希腊语和拉丁语借词占4~8%、法语占2~4%、英语占1%。
丹麦语和英语同属日耳曼语支。丹麦语是由古诺斯语演变而来的北日耳曼语言，而英语是古英语演变而来的西日耳曼语言。中世纪早期，古诺斯语对古英语造成了强烈影响，使得两种语言现今依然保留了许多非常相似的常用词汇，比如have、over、under、for、give、flag、salt和kat。同时其他一些词汇近似苏格兰语，比如kirke（教堂，苏格兰语为kirk）和barn（孩子，苏格兰语为bairn）。在英国有很多地名保留了维京人占领时期的“-by”后缀，比如惠特比和塞尔比，丹麦语中by意为“村庄”或“城镇”。

## 方言

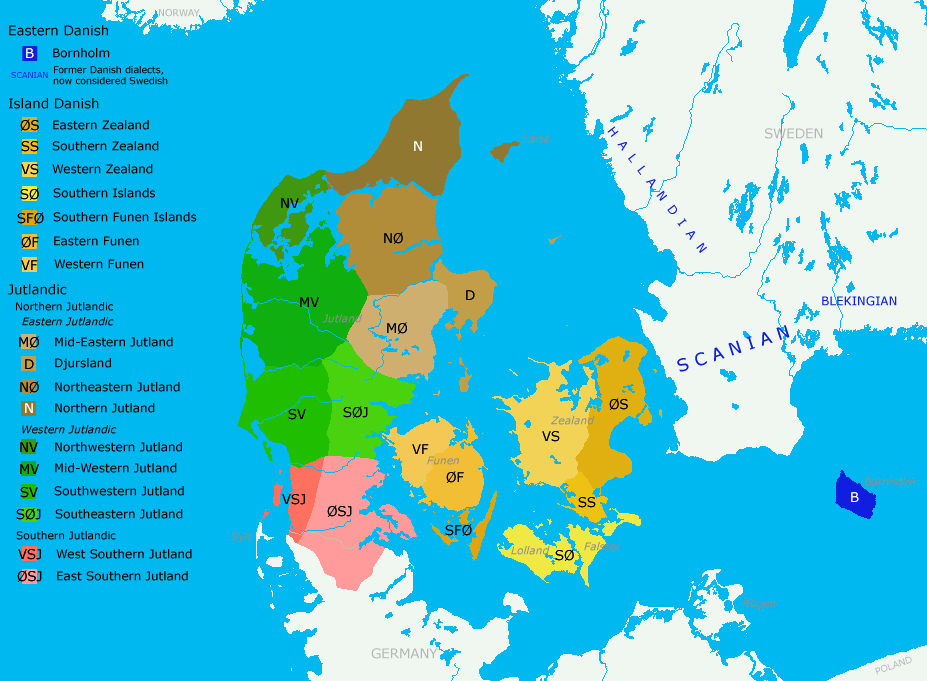
丹麦语方言图

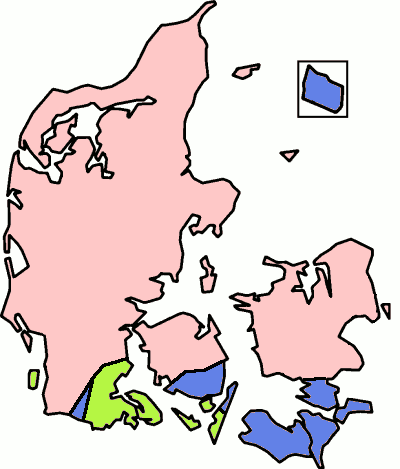
图中显示了丹麦方言中stød的分布情况。粉红色区域的方言（如标准丹麦语）仅有stød，绿色区域的方言仅有音调（类比瑞典语和挪威语），而蓝色区域的方言既无stød亦无音调（类比冰岛语、德语和英语）

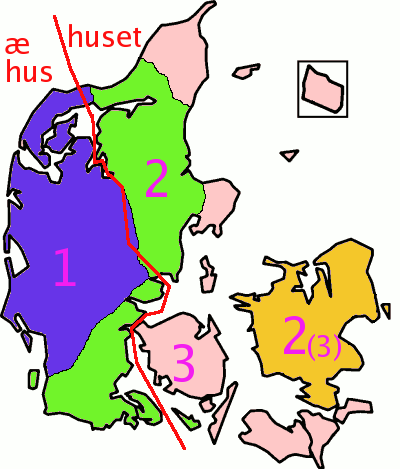
图中显示了丹麦方言中名词性数量的分布。在西兰岛，从3种名词性过渡到2种是最近发生的。红线以西的方言中，定指的表达是通过定冠词实现的（类比英语和德语）；红线以东，定指则采取后缀（如标准语）

标准丹麦语（丹麦语：Rigsdansk）以首都哥本哈根及其周边地区的方言为基础。不同于瑞典语和挪威语，丹麦语没有区域语音规范。25%丹麦语使用者居住在哥本哈根市区，且大多数政府机构、机关和主要企业设立在此，进而形成了非常单一的全国性语音规范。
丹麦方言可分为传统方言和口音（或区域语），前者在语音和语法上都不同于现代标准丹麦语，后者则为标准丹麦语的地方衍生种，主要以发音习惯和带传统方言色彩的地区性词汇区分。目前，传统方言在丹麦大多已经绝迹，只有最古老的几代人还在操用。
丹麦传统方言分3个主要方言区：
- 岛屿丹麦方言，包含西兰岛、菲英岛、洛兰岛、法尔斯特岛和默恩岛等丹麦岛屿的方言[19]
- 日德兰方言，其中分为北、东、西和南日德兰方言[20]
- 博恩霍尔姆方言，博恩霍尔姆岛的方言[21]

传统方言在语音、语法和词汇上与标准丹麦语不同。语音上，最重要的差异是有无stød。其中在日德兰半岛东南部、菲英岛南端、朗厄兰岛南部和艾尔岛都不使用stød，而使用音调。Stød边界（丹麦语：Stødgrænsen）的南部穿过南日德兰中部、南菲英岛和朗厄兰岛中部，以及洛兰岛-法尔斯特岛、默恩岛、西兰岛南部和博恩霍尔姆岛北部，这些地区既无stød也无音调。日德兰半岛大部分地区和西兰岛都使用stød，其中西兰岛的传统方言和区域语中，stød要比在标准语中更多。在西兰岛，Stød边界划分了直接作为过去各个贵族庄园财产、属于王室的南西兰地区，此处不使用stød。
语法方面，方言里的重要差异就是名词性的数量。标准丹麦语有两种名词性，以定指后缀形成，而西日德兰语不分名词性，其定指以名词前加冠词的形式体现，类似西日耳曼语言。博恩霍尔姆方言和岛屿丹麦方言则至今保留许多古老的特征，如区分三种名词性。1900年，在标准语的影响下，西兰岛方言减少到了两种名词性，但其他岛屿方言却没有，如菲英方言。除此之外，菲英方言亦在某些情况下使用人称代词（他/她）称物，尤其是动物，比如（意为：猫，他在生小猫）中，对母猫亦使用使用阳性第三人称代词（他）是因为（猫）是一个阳性名词。

## 音系
丹麦语的语音与瑞典语和挪威语相似，但亦有许多不同点，比如丹麦语常出现称作stød的声门塞音，以及明显比周边语言更为常见的塞音弱化。因为音系上的区别，挪威人和瑞典人虽能轻松读懂丹麦语书面文，但其口语却相当难以理解。

### 辅音
丹麦语有至少17个辅音音位：
|      | 唇音 | 齿龈音 | 硬腭音 | 软腭音 | 小舌音 | 声门音 |
| ---- | ---- | ------ | ------ | ------ | ------ | ------ |
| 鼻音 | m    | n      |        | ŋ      |        |        |
| 塞音 | p b  | t d    |        | k ɡ    |        |        |
| 擦音 | f    | s      |        |        |        | h      |
| 近音 | v    | ð      | j      |        | r      |        |
| 边音 |      | l      |        |        |        |        |

### 元音
现代标准丹麦语有约20个元音，见下表转写。/ə/和/ɐ/只出现于非重读音节中，因此仅为短元音。长元音可能有stød，因此在重读音节的元音增加至30个，然而元音长度和stød是音节而非元音的特征。标准丹麦语的26个元音（14个短元音和12个长元音）对应于21个词法音位（11个短词法音位和10个长词法音位）。
|        | 前     | 前   | 前   | 前 | 央 | 央 | 后 | 后 |
| 不圓唇 | 不圓唇 | 圓唇 | 圓唇 |    | 央 | 央 | 后 | 后 |
| 短     | 长     | 短   | 长   | 短 | 长 | 短 | 长 |    |
| ------ | ------ | ---- | ---- | -- | -- | -- | -- | -- |
| 闭     | i      | iː   | y    | yː |    |    | u  | uː |
| 半闭   | e      | eː   | ø    | øː | ə  |    | o  | oː |
| 半开   | ɛ      | ɛː   | œ    | œː | ɐ  |    | ɔ  | ɔː |
| 开     | a      | aː   |      |    | ɑ  | ɑː | ɒ  | ɒː |

## 文法
丹麦语动词的不定式一般以元音字母e结尾。动词依时态的不同而变形，却没有人称和数的变化。例如，动词不定式spise（吃）的一般现在时是spiser，无论主语是第一、第二还是第三人称，单数还是复数，它的形式都不发生变化。尽管丹麦语的动词变化规律比较简单，但是丹麦语中还存在大量的不规则动词。最晚近公布的丹麦语语法规则允许很多不规则动词按照规则动词的标准来变位，也允许许多名词按照其读音来拼写。
在丹麦语中，名词有两个语法性：通性与中性。和德语一样，古丹麦语中名词有三个性，分别是阳性、中性和阴性。在近代的语言改革之中，阴性和阳性名词合并组成通性名词。通性名词的数量大致占名词总数的75％。在多数情况下，名词属于哪个性是没有规律的，必须硬性记忆。
包括丹麦语在内的斯堪的那维亚语言还有一个显著的特点，就是定冠词后置现象。例如，通性名词“男人”在丹麦语里是mand，“一个男人”则是en mand，其中en是通性名词的不定冠词。但若要表示“这个男人”，也就是特指的情况下，并不像英语一样有一个对应的定冠词the，而是要将不定冠词en后置，变成manden。不过需要注意的是，如果名词前面有形容词修饰，定冠词就不能后置，而是和英语一样要放在前面。比如如果想要表达“这个高大的男人”（the big man），就要写成den store mand。其中den在丹麦语中大致相当于英语中的this，在此起到定冠词的结构作用。至于中性名词，冠词的用法和通性名词完全一致，只不过以et代替en，以det代替den。例如，中性名词“房子”在丹麦语里是hus，“一幢房子”就是et hus，“这幢房子”是huset，“这幢高大的房子”则是det store hus。
丹麦语的另外一个显著的特点是合成字非常多。通常词汇就按照其意义自由合成，这点和德语也非常相似。例如单字kvindehåndboldlandsholdet的意思就是“这支国家女子手球队”，由“kvinde”、“hånd”、“bold”、“lands”、“hold”和后置定冠词“et”合成的。

## 常用的短语和表达
- 丹麦语：dansk
- 你好：hej
- 再见：farvel
- 请：Vær's go
- 谢谢：tak
- 这个：denne
- 多少钱？ hvor meget?／Hvad koster det?
- 英语：engelsk
- 是的：ja
- 不：nej
- 我可以为你拍照吗？ Må jeg tage et billede af dig?
- 廁所在哪里？ Hvor er toilettet?
- 你从哪里来？ Hvor kommer du fra?
- 你讲英语吗？ Taler du engelsk?
- 干杯！ Skål
- 早上好！ God morgen!
- 对不起！ Undskyld!
- 你叫什么名字？ Hvad hedder du?
- 我叫…：Jeg hedder ...
- 你好吗？ Hvordan går det?／Hva så
- 我很好。Det går godt.
- 我不太好。Det går ikke så godt.
- 你呢？ Hvad med dig?
- 我能帮你吗？ Kan jeg hjælpe dig?
- 我只是看看 。 Jeg kigger bare.

## 注脚
1. 1 2  . ordnet.dk.   [2020-10-22]. （原始内容存档于2020-11-04）.
2. ↑  European Charter for Regional or Minority Languages
3. ↑  . web.archive.org. 2016-03-03  [2022-03-04]. 原始内容存档于2016-03-03.
4. ↑   2003 (159): 153–164. 2003-02-11  [2022-03-03]. ISSN 1613-3668. doi:10.1515/ijsl.2003.004. （原始内容存档于2022-05-11） （英语）.
5. 1 2 3 4  Arne, Torp.  (PDF). 2006  [2022-03-02]. （原始内容 (PDF)存档于2022-03-02）.
6. 1 2 3  Rischel, Jørgen. . Revue belge de Philologie et d'Histoire. 2012, 90 (3): 809–832  [2022-03-03]. doi:10.3406/rbph.2012.8263. （原始内容存档于2022-04-18）.
7. ↑  Heltoft, Lars; Preisler, Bent (2007). "Sigtet med en sproglov". Sprogforum (4).
8. ↑  Howe, Stephen (1996). "15. Old/Middle Danish". The Personal Pronouns in the Germanic Languages: A Study of Personal Pronoun Morphology and Change in the Germanic Languages from the First Records to the Present Day. Walter de Gruyter.
9. 1 2  König, Ekkehard; Auwera, Johan van der. . London: Routledge. 2002  [2022-03-02]. ISBN 0-415-28079-6. OCLC 49550397. （原始内容存档于2021-12-30）.
10. 1 2 3  Pedersen, Inge Lise (1996). "Sprogsamfundets Historie". In Gregersen, Frans; Holmen, Anne; Kristiansen, Tore; Møller, Erik; Pedersen, Inge Lise; Steensig, Jakob; Ulbæk, lb (eds.). Dansk Sproglære. Dansklærerforeningen.
11. ↑  . web.archive.org. 2014-12-21  [2022-03-02]. 原始内容存档于2014-12-21.
12. 1 2 3  Pedersen, Inge Lise (2003). "Traditional dialects of Danish and the de-dialectalization 1900–2000". The Sociolinguistics of Danish. International Journal of the Sociology of Language. pp. 159–9.
13. 1 2   2003 (159): 1–7. 2003-02-11  [2022-03-03]. ISSN 1613-3668. doi:10.1515/ijsl.2003.006. （原始内容存档于2022-04-18） （英语）.
14. ↑  Quist, Pia. . dialekt.ku.dk. 2006-10-03  [2022-03-03]. （原始内容存档于2022-04-18） （丹麦语）.
15. ↑  Vikør 2002.
16. 1 2  Staff. . Copenhagen: Nordic Council of Ministers' Publishing House. 2005. ISBN 978-92-893-1221-9. OCLC 923314166.
17. ↑  . sproget.dk.   [2022-03-02]. （原始内容存档于2022-03-21） （丹麦语）.
18. ↑  Kristiansen, Tore.  32 (1-2): 115–130. 1998-01-01  [2022-03-03]. ISSN 1614-7308. doi:10.1515/flin.1998.32.1-2.115. （原始内容存档于2022-04-10） （德语）.
19. ↑  Copenhagen University, Center for Dialect Research. . 2015年4月24日  [2022年3月3日]. （原始内容存档于2017年12月29日） （丹麦语）.
20. ↑  Nielsen, Niels Åge (1959). De jyske Dialekter. Copenhagen: Gyldendal.
21. ↑  Prince, John Dyneley (1924). "The Danish Dialect of Bornholm". Proceedings of the American Philosophical Society. 63 (2): 190–207.
22. ↑  Sørensen, V.  (PDF). 2011年  [2022-03-03]. 原始内容存档于2015-05-18 （丹麦语）.
23. ↑  Ejskjær, Inger. . Acta Linguistica Hafniensia. 1990-01-01, 22 (1): 49–75. ISSN 0374-0463. doi:10.1080/03740463.1990.10411522.
24. ↑  Kroman, E (1980). "Debat: Stød-og accentområder og deres oprindelse" [Stød and accent areas and their origins]. Fortid og Nutid, 1. (in Danish).
25. ↑  Prince, John Dyneley (1924). "The Danish Dialect of Bornholm". Proceedings of the American Philosophical Society. 63 (2): 190–207.
26. ↑  Arboe, T.  (PDF). 2008  [2022-03-03]. 原始内容存档于2015-05-18 （丹麦语）.

## 參见
- 丹麦语和挪威语字母
- 日德兰语